# Йоланда-Йойо
Йоланда-Йойо — газоконденсатне родовище в затоці Біафра (частина Гвінейської затоки) у економічних зонах Екваторіальній Гвінеї та Камеруну. Належить до нафтогазоносного басейну Дуала.

## Розвідка
У 2007 році бурове судно Sedco 700 спорудило в камерунських водах розвідувальну свердловину YoYo-1. Закладена в районі з глибиною моря 528 метрів, вона виявила на глибині 2568 метрів під морським дном у відкладеннях епохи міоцену газонасичений резервуар завтовшки 29 метрів. При тестуванні свердловина продемонструвала дебіт на рівні 330 барелів конденсату та 0,9 млн м3 газу на добу. Водночас відкладення палеогену, що слугували другою ціллю свердловини, виявились непродуктивними.
Того ж року на захід від YoYo-1 (уже в економічній зоні Екваторіальної Гвінеї на схід від родовища Асенг), за допомогою бурового судна Songa Saturn спорудили розвідувальну свердловину І-3 (офшорний ліцензійний блок І). Закладена в районі з глибиною моря 896 метрів, вона мала довжину 2890 метрів та виявила на структурі Йоланда газоконденсатний поклад, який показав на тестуванні результат у 371 барель конденсату та 1 млн м3 газу на добу.

## Розробка
В 2017 році Екваторіальна Гвінея та Камерун досягли згоди щодо спільної розробки родовища Йоланда-Йойо. При цьому можливо відзначити, що оператором обох ліцензійних ділянок є американська нафтогазова компанія Noble.